# Lisović
Lisović (em cirílico:Лисовић) é uma vila da Sérvia localizada no município de Barajevo, pertencente ao distrito de Belgrado, na região de Šumadija. Possuía uma população de 1058 habitantes segundo o censo de 2009.

## Demografia
| 1948  | 1953  | 1961  | 1971 | 1981  | 1991  | 2002  |
| ----- | ----- | ----- | ---- | ----- | ----- | ----- |
| 1 135 | 1 167 | 1 114 | 963  | 1 032 | 1 075 | 1 057 |